# São José (Lissabon)
São José is een voormalige freguesia (plaats) in de Portugese gemeente Lissabon. Het maakt deel uit van de freguesia Santo António en telt 2.746 inwoners (2011).
Ajuda · 
Alcântara · 
Alvalade (Alvalade · Campo Grande · São João de Brito) · 
Areeiro (Alto do Pina · São João de Deus) · 
Arroios (Anjos · Pena · São Jorge de Arroios) · 
Avenidas Novas (Nossa Senhora de Fátima · São Sebastião da Pedreira) · 
Beato · 
Belém (Santa Maria de Belém · São Francisco Xavier) · 
Benfica · 
Campo de Ourique (Santa Isabel · Santo Condestável) · 
Campolide · 
Carnide · 
Estrela (Lapa · Prazeres · Santos-o-Velho) · 
Lumiar · 
Marvila · 
Misericórdia (Encarnação · Mercês · Santa Catarina · São Paulo) · 
Olivais · 
Parque das Nações · 
Penha de França (Penha de França · São João) · 
Santa Clara (Ameixoeira · Charneca) · 
Santa Maria Maior (Castelo · Madalena · Mártires · Sacramento · Santa Justa · Santiago · Santo Estêvão · São Cristóvão e São Lourenço · São Miguel · São Nicolau · Sé · Socorro) · 
Santo António (Coração de Jesus · São José · São Mamede) · 
São Domingos de Benfica · 
São Vicente (Graça · Santa Engrácia · São Vicente de Fora)